# Stazione di Valle Vermiglia
Stazione di Valle Vermiglia 1960-ban bezárt vasútállomás Olaszországban, Frascati településen.

## Vasútvonalak
Az állomást az alábbi vasútvonalak érintették:
- Róma–Frascati-vasútvonal

## Kapcsolódó állomások
A vasútállomáshoz az alábbi állomások vannak a legközelebb:
- Stazione di Frascati
- Stazione di Galleria di Ciampino
- Stazione di Frascati (1856)